# Rio Comprido
Rio Comprido è un quartiere (bairro) della città di Rio de Janeiro in Brasile.

## Amministrazione
Rio Comprido fu istituito come bairro a sé stante il 23 luglio 1981 come parte della omonima Regione Amministrativa III del municipio di Rio de Janeiro.